# André Panza
André Panza est un kickboxer français né en 1959 à Strasbourg (France).
Durant sa carrière, Panza a été neuf fois champion du monde dans trois sports de combat différents (kickboxing, full-contact, boxe française). Un jeu vidéo portant son nom, Panza Kick Boxing, a été édité en 1990 par Loriciel.
Il est le gérant de sa propre société de vente de matériel de sport de combat et patron de la Panza-Gymnothèque, club multi sports de combat et de la forme.